# Ruimtewandeling

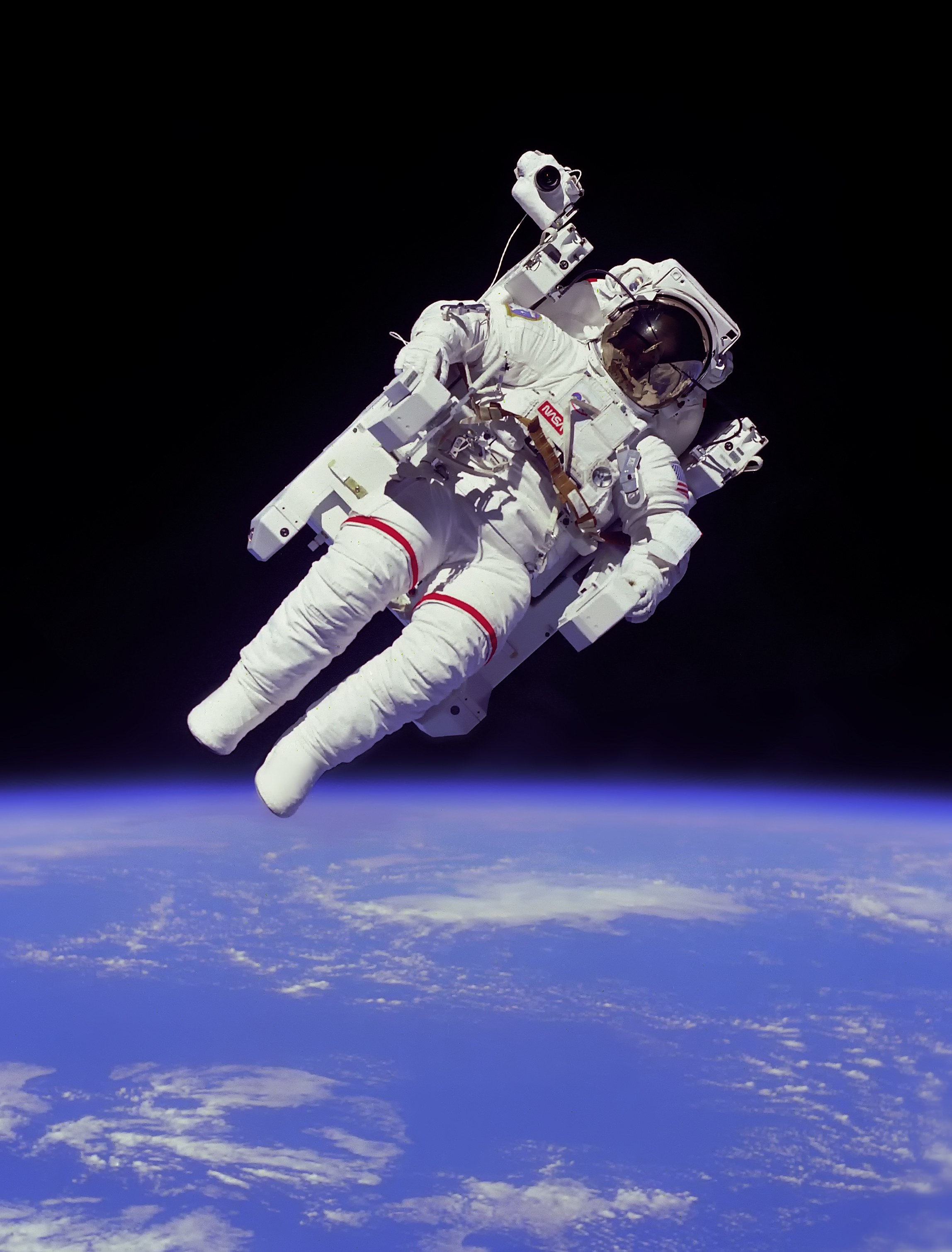
Ruimtewandeling tijdens shuttlemissie STS-41-B in 1984

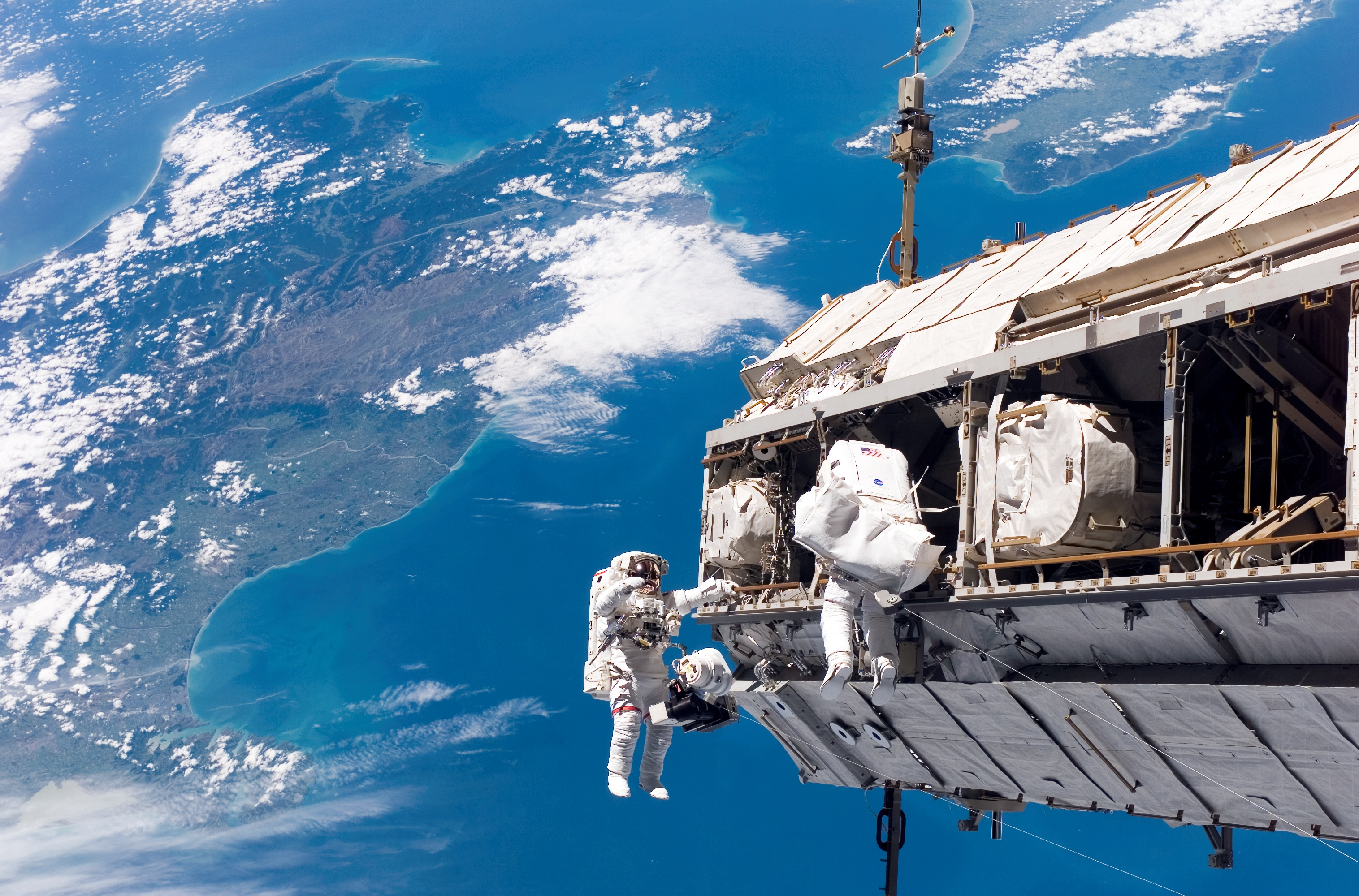
Ruimtewandeling van NASA-astronaut Robert L. Curbeam Jr. (links) en ESA astronaut Christer Fuglesang, 12 december 2006

Een ruimtewandeling of extra-vehicular activity (EVA) is een activiteit waarbij een ruimtevaarder in de ruimte, gekleed in een voor dat doel ontworpen ruimtepak, zijn of haar ruimteschip verlaat. 

## Gevaren
Een ruimtewandeling is niet zonder risico, aangezien de ruimte een zeer vijandige omgeving is waarin een mens niet kan overleven. Een kleine beschadiging van het ruimtepak is voldoende om de druk te laten dalen tot er bijna een vacuüm heerst, waarin de ruimtevaarder niet langer dan een paar seconden kan overleven. Wanneer de klimaatregeling van het ruimtepak uitvalt, zal de temperatuur snel veranderen met kwalijke gevolgen.
De standaard luchtdruk op aarde (101 kPa) is veel te hoog voor een ruimtepak. Zou men deze standaard luchtdruk gebruiken, dan zou het pak bol gaan staan en wordt de bewegingsruimte van de astronaut ernstig belemmerd. Ook is er dan veel kracht die van binnenuit op het pak duwt, wat een groot risico op beschadiging van het pak met zich meebrengt. Daarom wordt de luchtdruk verlaagd naar 32 kPa. Omdat bij zo'n lage luchtdruk de kans groot is op hoogteziekte wordt de zuurstofconcentratie verhoogd. Ook moeten astronauten langdurig pure zuurstof ademen voordat de druk kan worden verlaagd. Op die manier wordt de stikstof uit hun bloed gedreven. Dit is nodig om de caissonziekte te voorkomen.
Al deze gevaren gelden ook voor een wandeling op de maan.
Ruimtewandelingen worden tegenwoordig alleen uitgevoerd wanneer ze noodzakelijk zijn, bijvoorbeeld voor reparaties aan het ruimteschip of andere voorwerpen, zoals de Hubble-ruimtetelescoop, die door de bemanning van een spaceshuttle is gerepareerd. Zelfs toen zich in de Apollo 13 een ernstige explosie voordeed, kregen de astronauten geen toestemming de capsule te verlaten om de schade te inspecteren en eventueel te repareren. Pas na het afstoten van de servicemodule kregen ze zicht op de schade.

## Zweven zonder verbindingskabel
Vanwege de gewichtsloosheid en afwezigheid van wrijving is voor manoeuvreren zonder fysiek contact met het ruimtevaartuig een vorm van aandrijving nodig. Men kan in het luchtledige niet 'zwemmen', men heeft reactiemassa nodig. (Trouwens, ook binnen het ruimteschip, in lucht, is zwemmen vrijwel onmogelijk.) Een reactiemotor kan een soort pistool zijn waarmee een straal samengeperst gas kan worden afgeschoten (als een raketmotor), tot aan de Manned Maneuvering Unit (MMU) die bij missies van de spaceshuttle gebruikt werd. Met de MMU zijn ruimtewandelingen zonder veiligheidslijn tot een honderdtal meters van de spaceshuttle uitgevoerd. De foto bij dit artikel is er een van een dergelijke wandeling.
Zonder functionerende reactiemotor kan de astronaut zich alleen nog verplaatsen door voorwerpen weg te gooien, in een richting tegengesteld aan die waarheen hij wil gaan. 
Als dit niet werkt zal hij hulpeloos wegdrijven. Ook het ruimtevaartuig heeft niet altijd genoeg manoeuvreermogelijkheid voor een rendez-vous met een weggedreven astronaut. 
Tegenwoordig gebruikt men steeds een veiligheidslijn, soms navelstreng genoemd. In sciencefictionverhalen is een vergeten veiligheidslijn een bekend thema.
Het probleem van wegdrijven bestaat natuurlijk niet bij een maanwandeling, waar wel zwaartekracht en wrijving met de grond aanwezig zijn.

## Veiligheidslijn en andere hulpmiddelen
Ook met een veiligheidslijn kan een los zwevende ruimtewandelaar nauwelijks effectieve werkzaamheden uitvoeren. Ook dan past men hulpmiddelen toe om beter te kunnen manoeuvreren.

## Geschiedenis
De eerste ruimtewandeling werd uitgevoerd op 18 maart 1965 door de Rus Aleksei Leonov, vanaf zijn ruimtevaartuig Voschod 2. Dat was in de hoogtijdagen van de ruimtewedloop, want de Amerikaan Edward White volgde op 3 juni 1965 tijdens de Gemini 4-missie. De wandeling van White zou 9 minuten duren, maar White was pas na 20 minuten terug te krijgen in de cabine.
Op 25 september 2008 werd China het derde land dat een ruimtewandeling succesvol uitvoerde. Zhai Zhigang verbleef 15 minuten buiten de Shenzhou 7-module.

## Trivia
- Veel ruimtevaarders lopen tijdens hun carrière een Spacewalker shoulder op. Dat is de benaming voor een serie schouderblessures die wordt veroorzaakt door de spierkracht die nodig is om de armen te bewegen of stil te houden in het stugge ruimtepak. Ook kan de draaibare koppelingsring tussen de arm en het torso van het ruimtepak hard op spieren, pezen en gewrichten duwen en zo schade veroorzaken. De blessures kunnen zowel tijdens de ruimtewandeling als tijdens voorbereidende training worden opgelopen en soms pas op de lange duur voor problemen zorgen. Ook verminderde spier- en beenmassa tijdens een lang verblijf in de ruimte kan hierin meespelen.[2]